# Isla Polillo
Polillo (pronunciación en tagalo: [poˈliʎo̞]) es una isla en la región nordeste del archipiélago de Filipinas, perteneciente a la provincia de Quezón. Se trata de la isla más grande de las Islas Polillo, a las que da nombre. Está separada de la isla de Luzón por el estrecho de Polillo, parte más septentrional de la bahía de Lamón.
La isla en sí está dividida en tres municipios. El municipio de Polillo ocupa la parte meridional de la isla. La parte oriental de la isla es administrada por el municipio de Burdeos, mientras que el norte se encuentra dentro de la jurisdicción del municipio de Panukulan. En la isla vive uno de los reptiles más raros del planeta, el lagarto Butaan, en grave peligro de extinción y relacionado con los dragones de Komodo.
Según el censo de 2010 de Filipinas, la isla tiene una población de 64.802 personas.
El comercio en esta isla fue muy rico y activo en el siglo XVI, al ser la ruta de regreso de los barcos hacia los puertos malayos, hindúes, chinos y tagalos.
A mediados del siglo XVI, los españoles llegaron a la isla y construyeron una primera capilla católica, haciéndose cargo de la gestión de la isla y realizando numerosos cambios.